# Reichlingia annae
Reichlingia annae är en spindelart som först beskrevs av Reichling 1997.  Reichlingia annae ingår i släktet Reichlingia och familjen Barychelidae.
Artens utbredningsområde är Belize. Inga underarter finns listade i Catalogue of Life.